# Mathurin Boscher
Pour les articles homonymes, voir Boscher.
Mathurin Boscher est né le 5 septembre 1875 à Quintenic (Bretagne) et mort le 9 février 1915 à Nantes. Il fut instituteur, syndicaliste, militant socialiste et  maire de Saint-Barnabé (Côtes-d'Armor). Il est connu en particulier comme pédagogue et auteur d'une méthode syllabique d'apprentissage de la lecture : la Méthode Boscher.

## Biographie
Issu d'une famille de paysan, Mathurin Boscher est victime d'un accident agricole et perd un bras. Il entre à l'École normale de Saint-Brieuc et devint instituteur en 1903. Premier président du syndicat des instituteurs des Côtes-du-Nord, Boscher fut également maire de Saint-Barnabé de 1912 à 1915. Il mourut de la tuberculose en 1915, agé seulement de 39 ans.